# 馮桂芬

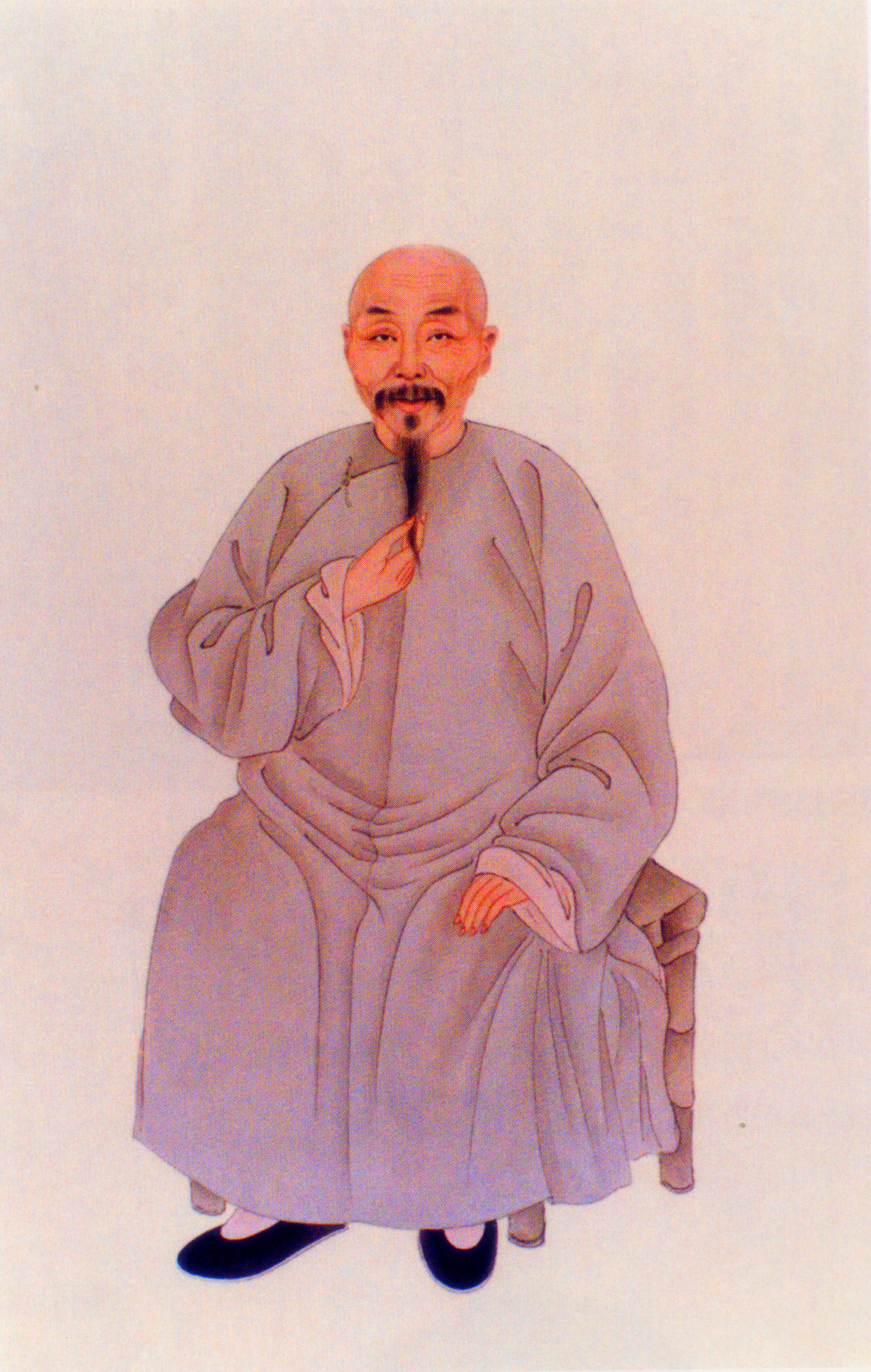
馮桂芬

馮 桂芬（ふう けいふん、1809年 - 1874年）は、中国清朝末期の政治家、学者。字を林一、景亭と号す。道光帝・咸豊帝・同治帝の3代に仕え、早い時期から洋務運動推進を唱えた1人。兵法や書に優れた。『顕志堂稿』などを著す。 江蘇省呉県出身。
道光20年（1840年）、31歳で進士となる。はじめ翰林院編修などの役職にあったが父の死で帰郷。そのまましばらく晴耕雨読の日々を過ごしていた。だが、咸豊帝即位直後に太平天国との戦火が著しくなると、蘇州を死守するため自ら赴き一団を募り抗戦したが、咸豊10年（1860年）に蘇州は陥落、上海に落ち延び、そこで曽国藩の傘下となり防衛を続けた。
同治元年（1862年）、曽国藩の部下で上海へ派遣された李鴻章と共に上海での戦いで太平天国の軍勢を撃退すると翌2年（1863年）に蘇州も取り戻し、再び学問の研究に没頭し表舞台から退く決心をするも、李鴻章に招かれて陪臣として仕え、同治年間の清の初期改革の半ばを献策。科学技術、兵力などの強化に貢献した。西太后の信任も厚く周囲の人望もあったが、病に倒れ同治13年（1874年）に没した。馮桂芬の残した発想は張之洞らに受け継がれ完成を見る。